# David Wingrove
David Wingrove (* 1. September 1954 in North Battersea, London, England) ist ein britischer Science-Fiction- und Fantasy-Autor.
Wingrove ist besonders bekannt für seine Chung-Kuo-Romane. Weiterhin war er Co-Autor (mit Rand Miller und Robyn Miller) der drei Myst-Romane, die sich an das bekannte Adventure-Spiel anlehnte. Zusammen mit Brian Aldiss veröffentlichte er auch ein Buch mit dem Titel Trillion years spree: The history of science (dt. Titel Der Milliarden-Jahre-Traum: die Geschichte der Science-fiction), das 1987 den Hugo und den Locus Award jeweils in der Kategorie bestes Sachbuch gewann.
Er ist verheiratet, hat vier Kinder und lebt im Norden von London.

## Werke

### Chung Kuo
Alle übersetzt von Michael K. Iwoleit.
- The Middle Kingdom, New English Library 1989, ISBN 0-450-51017-4
  - Das Reich der Mitte, Heyne 1994, ISBN 3-453-07791-1
  - Die Domäne, Heyne 1994, ISBN 3-453-07792-X
- The Broken Wheel, New English Library 1990, ISBN 0-450-52863-4
  - Die Kunst des Krieges, Heyne 1994, ISBN 3-453-07954-X
  - Schutt und Asche, Heyne 1994, ISBN 3-453-07975-2
- The White Mountain, New English Library 1991, ISBN 0-450-54993-3
  - Das gebrochene Rad, Heyne 1996, ISBN 3-453-08594-9
  - Der weiße Berg, Heyne 1996, ISBN 3-453-09446-8
- The Stone Within, New English Library 1991, ISBN 0-450-55283-7
  - Ungeheuer der Tiefe, Heyne 1997, ISBN 3-453-11914-2
  - Ein Herz aus Stein, Heyne 1997, ISBN 3-453-12671-8
- Beneath the Tree of Heaven, New English Library 1993, ISBN 0-450-56415-0
  - Auf einem Feuerrad, Heyne 1998, ISBN 3-453-14000-1
  - Unter dem Himmelsbaum, Heyne 1999, ISBN 3-453-14892-4
- White Moon, Red Dragon, New English Library 1994, ISBN 0-450-56418-5
  - Das Lied der Bronzestatue, Heyne 2000, ISBN 3-453-15656-0
- Days of Bitter Strength, Hodder & Stoughton 1995, ISBN 0-450-56417-7
- The Marriage of the Living Dark, Hodder & Stoughton 1997, ISBN 0-450-56419-3

### Chung Kuo (recasting)
- Son of Heaven, Corvus 2011, ISBN 978-0-85789-041-2
- Daylight on Iron Mountain, Corvus 2011, ISBN 978-0-85789-345-1
- The Middle Kingdom, Corvus 2012, ISBN 978-1-84887-730-6
- Ice and Fire, Corvus 2012, ISBN 978-1-84887-728-3
- The Art of War, Corvus 2013, ISBN 978-0-85789-071-9
- An Inch of Ashes, Corvus 2013, ISBN 978-0-85789-818-0
- The Broken Wheel, Corvus 2013, ISBN 978-0-85789-820-3
- The White Mountain, Corvus 2014, ISBN 978-0-85789-825-8
- Monsters of the Deep, Fragile Books 2017, ISBN 978-1-912094-57-8
- The Stone Within, Fragile Books 2018, ISBN 978-1-912094-55-4
- Upon a Wheel of Fire, Fragile Books 2019, ISBN 978-1-912094-53-0

### Myst
Alle übersetzt von Barbara Röhl.
- Myst: The Book of Atrus, Hyperion Books 1995, ISBN 0-7868-6159-2 (mit Rand und Robyn Miller)
  - Myst I: Das Buch Atrus, Bastei Lübbe 1996, ISBN 3-404-20900-1
- Myst: The Book of Ti'Ana, Hyperion Books 1996, ISBN 0-7868-8920-9 (mit Rand Miller)
  - Myst II: Das Buch Ti'ana, Bastei Lübbe 1997, ISBN 3-404-20901-X
- Myst: The Book of D'ni, Hyperion Books 1997, ISBN 0-7868-6161-4 (mit Rand Miller)
  - Myst III: Das Buch der D'ni, Bastei Lübbe 1998, ISBN 3-404-20902-8

### Roads to Moscow
- The Empire of Time, Del Rey (UK) 2014, ISBN 978-0-09-195615-8
- The Ocean of Time, Del Rey (UK) 2014, ISBN 978-0-09-195617-2
- The Master of Time, Del Rey (UK) 2017, ISBN 978-0-09-195620-2

### Sachbücher
- The Science Fiction Source Book, Longman 1984, ISBN 0-582-55592-2
- Apertures: A Study of the Writings of Brian Aldiss, Greenwood Press 1984, ISBN 0-313-23428-0 (mit Brian Griffin)
- The Science Fiction Film Source Book, Longman 1985, ISBN 0-582-89310-0
- Trillion Year Spree: The History of Science Fiction, Gollancz 1986, ISBN 0-575-03942-6
  - Der Milliarden Jahre Traum, Bastei Lübbe 1987, Übersetzer Michael Görden, Annette von Charpentier, Karl-Ulrich Burgdorf, Helmut W. Pesch, Eva Bauche-Eppers, Michael Kubiak, Barbara Heidkamp und Karin Koch, ISBN 3-404-28160-8 (mit Brian W. Aldiss)